# مايك بريغز
مايك بريغز (بالإنجليزية: Mike Briggs)‏ هو سياسي أمريكي، ولد في 23 يناير 1959 في فريسنو في الولايات المتحدة. حزبياً، نشط في الحزب الجمهوري. وقد انتخب عضو جمعية ولاية كاليفورنيا.